# Thierry Salmon
Pour les articles homonymes, voir Salmon.
Thierry Salmon, né à Etterbeek le 27 mars 1957 et mort accidentellement à Hochfelden (Bas-Rhin) le 23 juin 1998, est un metteur en scène belge.

## Biographie
Après des études d'art dramatique au Conservatoire royal de Bruxelles, Thierry Salmon fonde le collectif théâtral L'Ymagier singulier en 1979 et monte sa première pièce la même année, Rimbaud 1871-1873.
Deux ans plus tard, la compagnie s'installe dans une caserne abandonnée.
En 1988, sa mise en scène des Troyennes d'Euripide est présentée notamment aux festivals de Gibellina et d'Avignon et remporte l'Ève du Théâtre en 1990.

## Œuvres principales
- 1979 : Rimbaud 1871-1873
- 1983 : Fastes/Foules, d'après Les Rougon-Macquart d'Émile Zola
- 1985 : Madame Marguerite avec Anne Marev
- 1986 : A. da Agatha, d'après Agatha de Marguerite Duras
- 1987 : La signorina Else, d'après La signorina Else d'Arthur Schnitzler
- 1988 : Les Troyennes, d'Euripide
- 1992 : Des passions, d'après Les Démons de Fiodor Dostoïevski
- 1995 : Faustæ tabulæ, d'après Paul Auster
- 1996 : L'Assaut du ciel, d'après Penthésilée de Heinrich von Kleist